# 1692

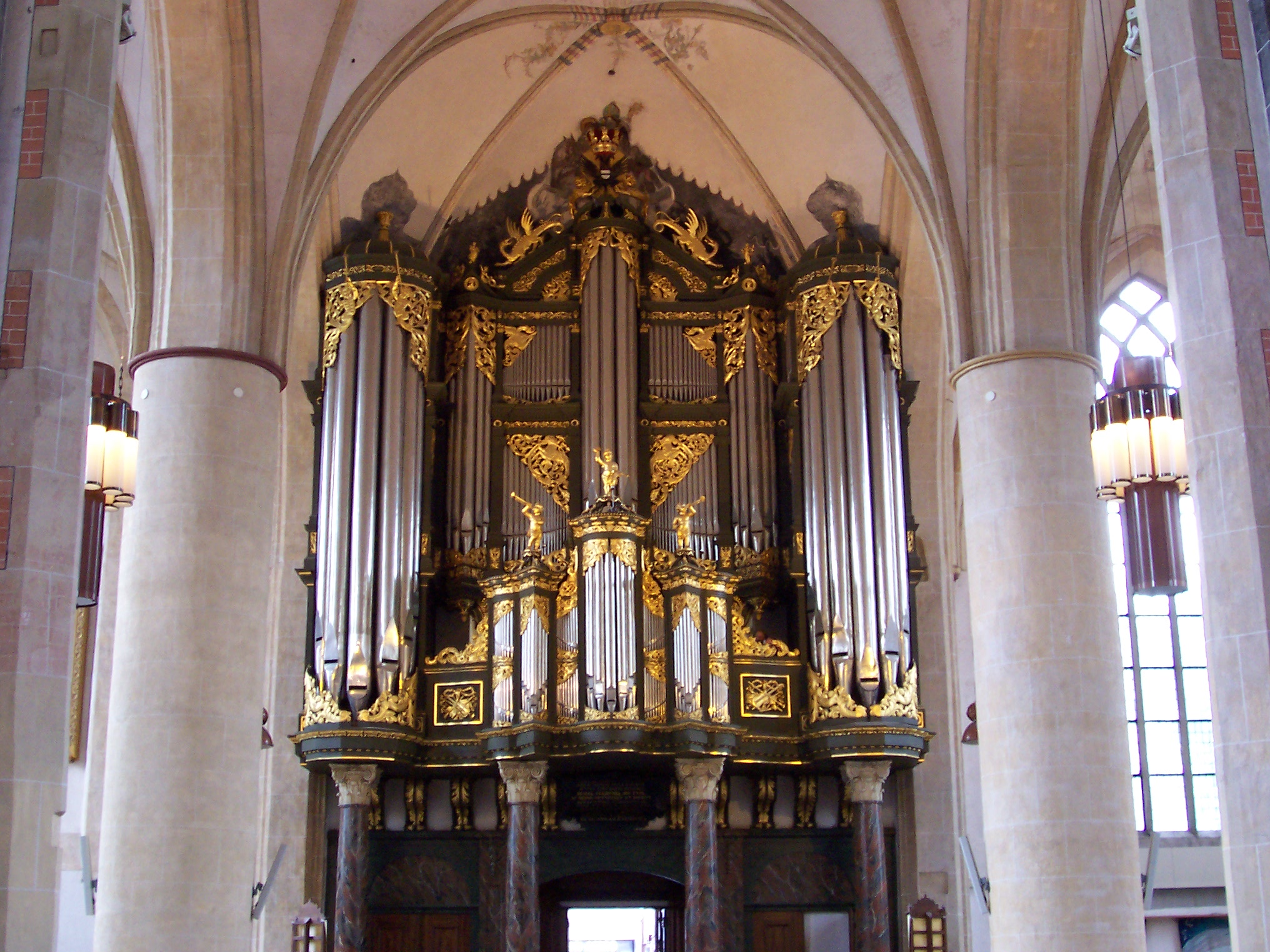
Het orgel van de Martinikerk

Het jaar 1692 is het 92e jaar in de 17e eeuw volgens de christelijke jaartelling.

## Gebeurtenissen
februari
- 13 - Bloedbad van Glencoe op de Schotse Clan MacDonald als uitvloeisel van de Glorious Revolution.

maart
- maart - De nieuwe landvoogd in de Zuidelijke Nederlanden, Maximiliaan II Emanuel van Beieren, arriveert in Brussel.

mei
- 23 - Het dorp Sint-Annaland wordt getroffen door brand. In korte tijd gaan 56 huizen, een meestoof, een brouwerij en 34 schuren verloren.

juni
- 7 - De belangrijke havenstad Port Royal op Jamaica zakt na een aardbeving in zee.
- 10 - In Salem wordt Bridget Bishop opgehangen, het eerste slachtoffer in een heksenjacht die uiteindelijk aan 14 vrouwen en 5 mannen het leven zal kosten.
- juni - In het kader van de Negenjarige Oorlog nemen Franse troepen de stad Namen in.

augustus
- 3 - In het kader van de Negenjarige Oorlog komt het tot de Slag bij Steenkerke in Henegouwen. Het Franse leger verslaat de geallieerde troepen.
- 19 - In Salem, Massachusetts worden vijf vrouwen en een geestelijke geëxecuteerd nadat ze schuldig werden bevonden aan hekserij.

september
- 18 - Een aardbeving bij Verviers, die ook gevoeld wordt in Amsterdam, Londen en Parijs, treft de Zuidelijke Nederlanden. Het epicentrum ligt bij Verviers en het plaatsje Soiron ten westen van de stad wordt er zo goed als geheel door van de kaart geveegd. Met een kracht 6,3 is dit een van de zwaarste aardbevingen die West-Europa ooit gekend heeft. De schok was voelbaar van Normandië tot Zwitserland, en van Norfolk tot Erfurt.

december
- 19 - De Hertog van Brunswijk wordt door keizer Leopold I verheven tot keurvorst van Hannover.

zonder datum
- De Amsterdamse predikant Balthasar Bekker wordt uit het ambt ontzet vanwege zijn ontkenning van heksen en zelfs van de Duivel.
- De beroemde Duitse orgelbouwer Arp Schnitger restaureert het orgel van de Martinikerk in Groningen.

## Beeldende kunst

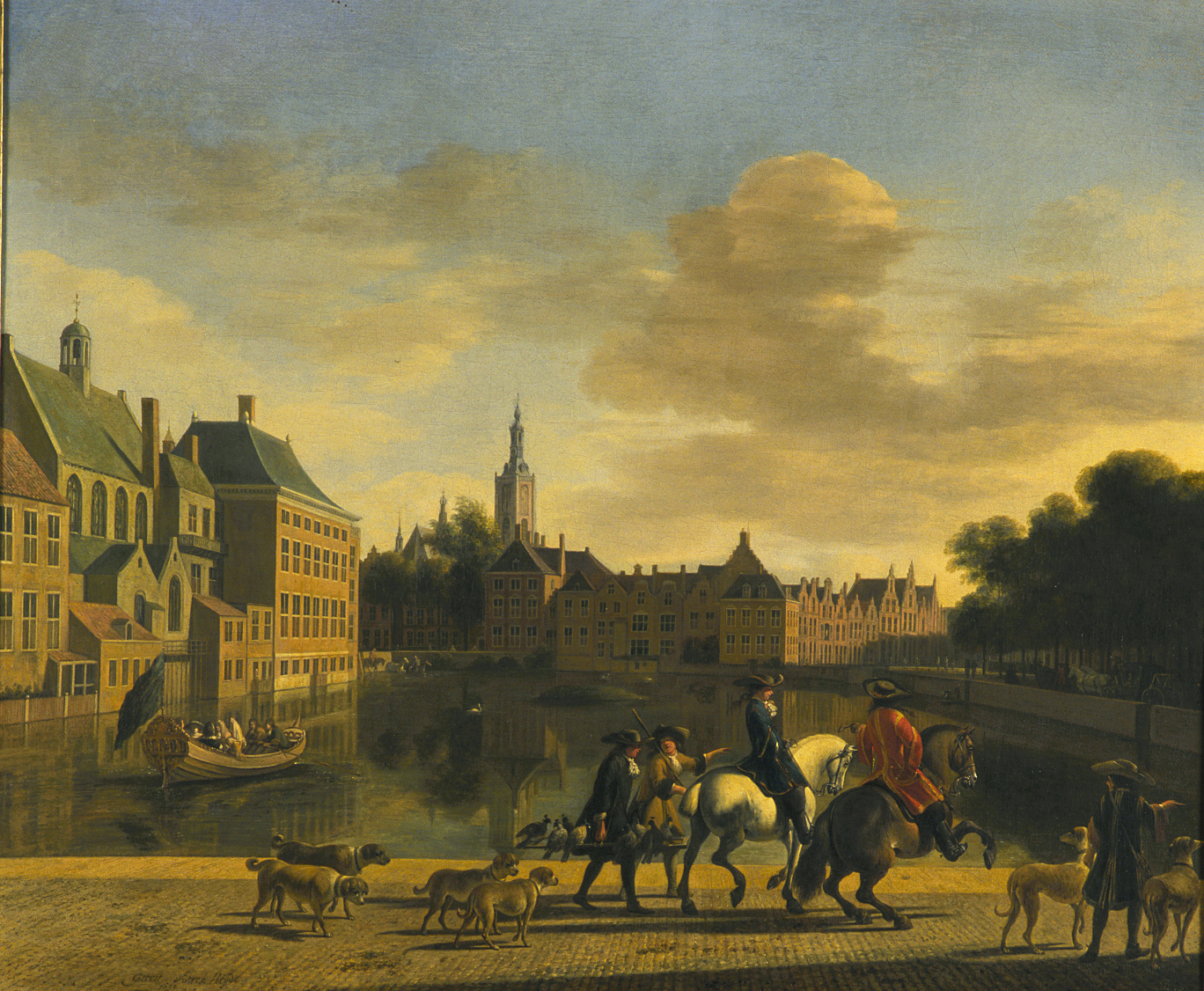
De Hofvijver (1692) Gerrit Adriaensz. Berckheyde, Haags Historisch Museum

## Bouwkunst

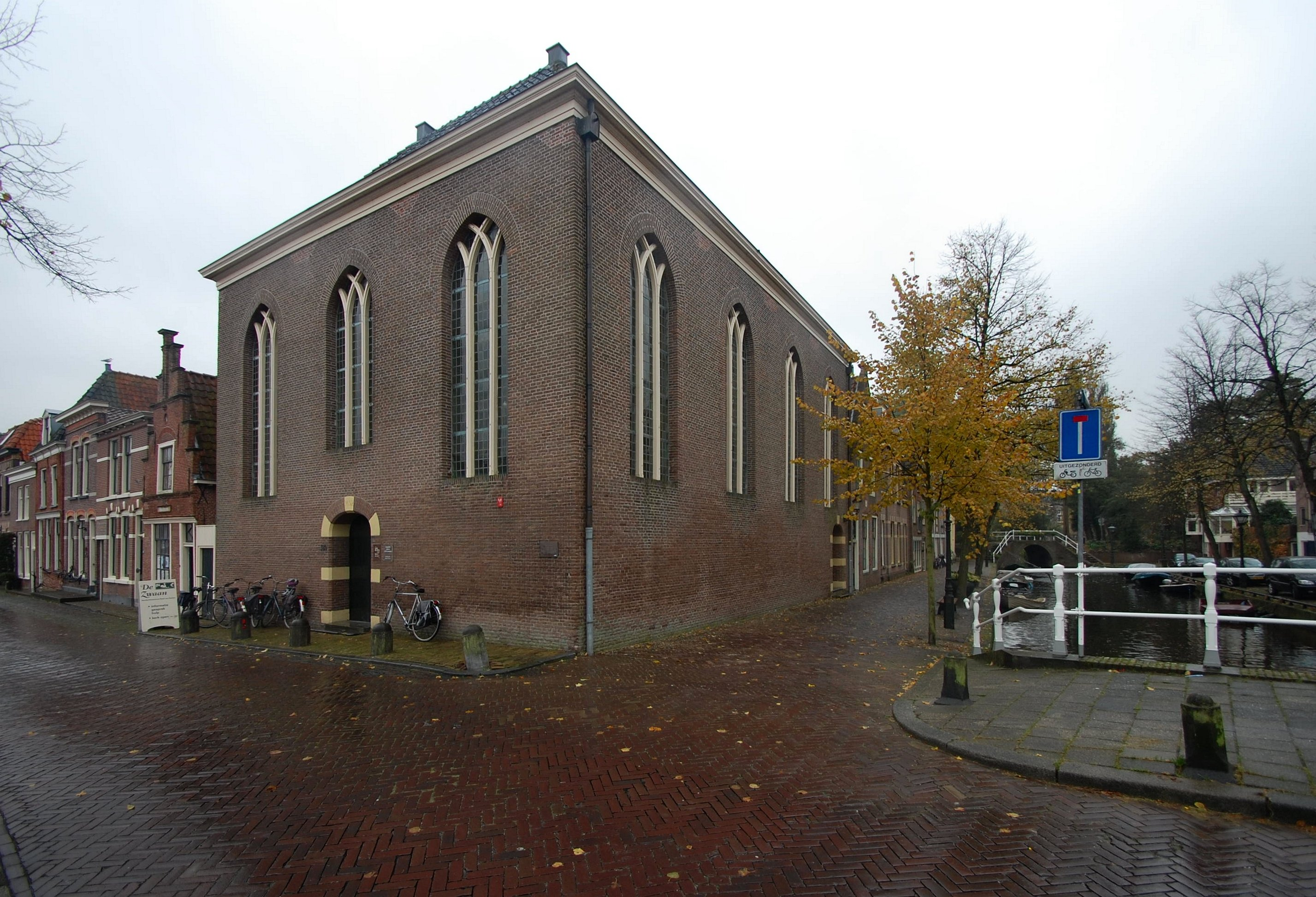
Lutherse kerk, Alkmaar (1692)

## Geboren
maart
- 14 - Pieter van Musschenbroeck, Nederlands medicus, wis- en natuurkundige en astronoom (overleden 1761)

april
- 8 - Giuseppe Tartini, Italiaans componist en violist (overleden 1770)

juni
- 13 - Joseph Highmore, Engels kunstschilder (overleden 1780)

november
- 2 - Unico Wilhelm van Wassenaer, Nederlands componist en diplomaat (overleden 1766)

datum onbekend
- James Stirling, Schots wiskundige

## Overleden
februari
- 12 - Hendrik Hamel, Nederlands zeevaarder en VOC-boekhouder, ontdekte per ongeluk Korea

juli
- 10 - Heinrich Bach (76), Duits organist en componist

augustus
- 25 - Aleijda Wolfsen (43), Nederlands schilder

november
- 19 - Thomas Shadwell, Engels schrijver